# Gare de la rue Royale Sainte-Marie
Pour les articles homonymes, voir Gare de Sainte-Marie.
La gare de la rue Royale Sainte-Marie est une ancienne gare bruxelloise située à Schaerbeek sur la ligne 161 (Bruxelles - Namur).
Elle a ouvert en 1865 et a fermé une vingtaine d'années plus tard, le 15 juillet 1884. Elle était située place Eugène Verboekhoven où la rue Royale Sainte-Marie aboutissait (tronçon de rue qui a été renommé avenue Maréchal Foch).
| Gare précédente |                         | Gare suivante |
| --------------- | ----------------------- | ------------- |
| Rue des Palais  | Rue Royale Sainte-Marie | Josaphat      |